# Красная Ушна
Красная Ушна — посёлок в Селивановском районе Владимирской области России, входит в состав Малышевского сельского поселения.

## География
Посёлок расположен на берегу реки Ушна в 10 км на север от центра поселения села Малышево и в 20 км на юго-запад от райцентра рабочего посёлка Красная Горбатка.

## История
Посёлок возник близ Ярцевского (Ново-Селивановского) хрустального завода, основанного в 1827 году.
В конце XIX — начале XX века посёлок Ярцевский завод входил в состав Тучковской волости Судогодского уезда. В 1859 году в посёлке числилось 11 дворов, в 1905 году — 28 дворов.
С 1929 года посёлок входил в состав Ярцевского сельсовета Селивановского района, с 1940 года — в составе Юромского сельсовета, с 1979 года — центр Красноушенского сельсовета, с 2005 года — в составе Малышевского сельского поселения.
В 1938 году в посёлке была открыта Ярцевская восьмилетняя школа.
До 2015 года в посёлке действовали Красноушенская начальная общеобразовательная школа и детский сад № 7.

## Население
| 1859 | 1905 | 1926 | 2002 | 2010 | 2021 |
| ---- | ---- | ---- | ---- | ---- | ---- |
| 133  | ↗270 | ↗401 | ↗681 | ↘553 | ↘488 |

## Инфраструктура
В посёлке находятся сельский культурно-досуговый центр, Красноушенская амбулатория, отделение федеральной почтовой связи.

## Экономика
В посёлке имелся ОАО «Стеклозавод „Красная Ушна“» (закрыт в 2007 году).